# Diacria (cuadrángulo)

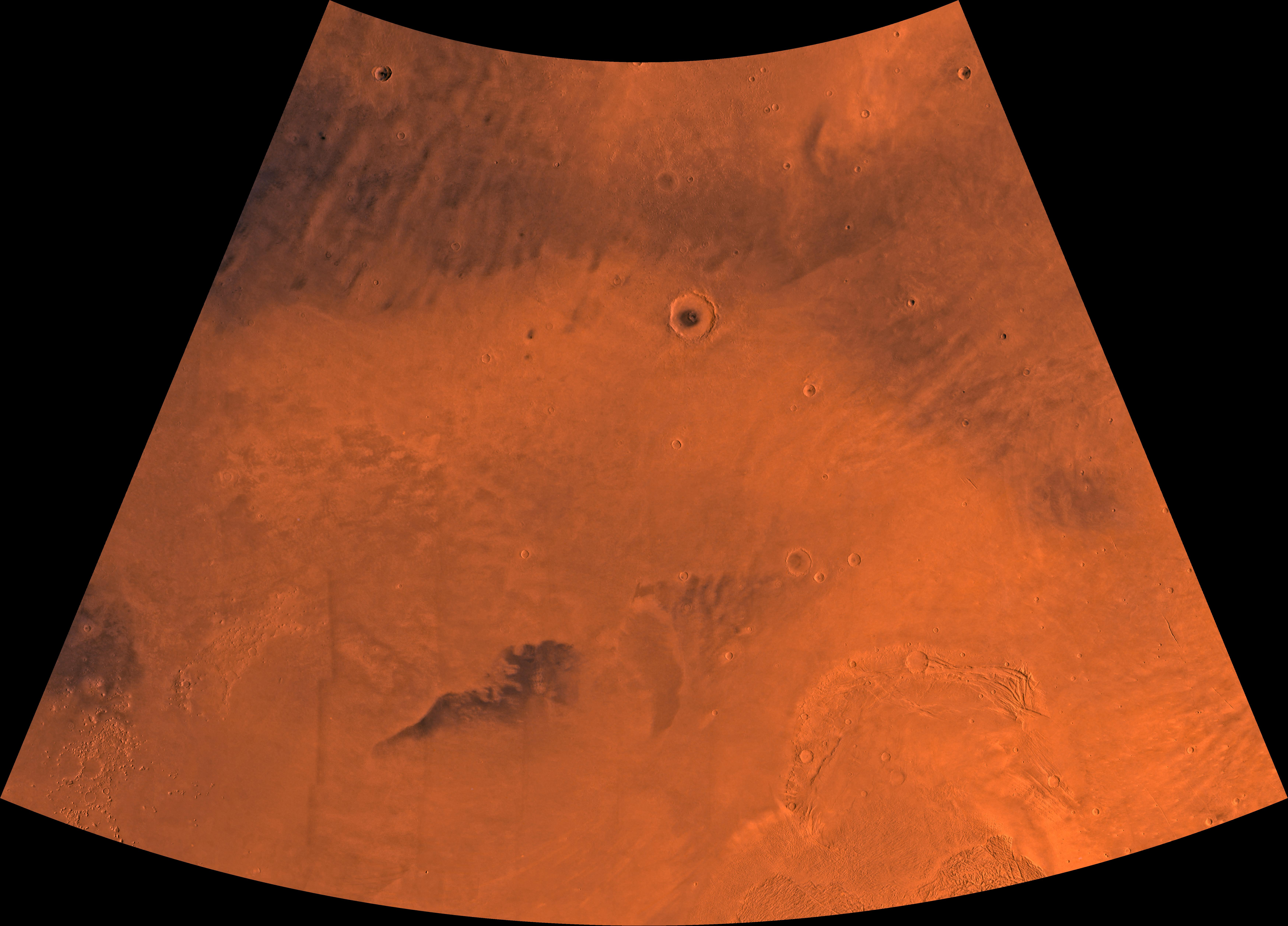
Imagen del Cuadrángulo Diacria (MC-2). La parte sureste está marcada por depósitos de aureolas del volcán más grande conocido en el Sistema Solar, Olympus Mons.

El cuadrángulo de Diacria es uno de los 30 mapas cuadrangulares de Marte utilizados por el Programa de Investigación de Astrogeología del Servicio Geológico de los Estados Unidos (USGS). El cuadrángulo de Diacria también se conoce como MC-2 (Carta de Marte-2). Está situado en la parte noroeste del hemisferio occidental de Marte y cubre entre los 180° y 240° de longitud este (120° y 180° de longitud oeste) y entre los 30° y 65° de latitud norte. Utiliza una proyección conforme de Lambert a una escala nominal de 1:5.000.000 (1:5M). El cuadrilátero de Diacria cubre partes de Arcadia Planitia y Amazonis Planitia.
Las fronteras sur y norte del cuadrilátero de Diacria tienen aproximadamente 3.065 km y 1.500 km de ancho, respectivamente. La distancia de norte a sur es de unos 2.050 km (algo menos que la longitud de Groenlandia). El cuadrilátero cubre un área aproximada de 4,9 millones de km², o un poco más del 3% de la superficie de Marte. El sitio de aterrizaje de la sonda Phoenix Mars Lander (68,22° N, 234,25° E) se encuentra a unos 186 km al norte del sector nordeste del cuadrángulo. El paisaje visto por el módulo de aterrizaje Phoenix es probablemente representativo de una gran porción del terreno de la zona norte del cuadrilátero de Diacria.

## Etimología
Diacria es el nombre de una característica de albedo telescópica ubicada en la coordenada 48 ° N y 190 ° E en Marte. La característica fue nombrada por el astrónomo griego E. M. Antoniadi en 1930 en honor a Diacria, las tierras altas alrededor de Maratón en el noroeste de Ática, Grecia. El nombre fue aprobado por la Unión Astronómica Internacional (IAU) en 1958.

## Fisiografía y geología
El cuadrilátero de Diacria se encuentra en el borde noroeste de la meseta volcánica de Tharsis. Las características topográficas, volcánicas y tectónicas asociadas con los grandes volcanes Olympus Mons (al sur del área del mapa) y Alba Mons (al este del área del mapa) caracterizan las porciones sureste y centro del este del cuadrángulo. Las áreas norte y oeste del cuadrilátero se encuentran en las llanuras de las tierras bajas del norte de Marte y cubren partes de Amazonis Planitia (en el sur), Arcadia Planitia (centro oeste) y Vastitas Borealis (en el norte). El gran cráter Milankovič (118,4 km de diámetro) se encuentra en la parte central norte del cuadrilátero a 54,7 ° N, 213,3 ° E.
Los datos de elevación del instrumento Mars Orbiter Laser Altimeter (MOLA) de la nave espacial Mars Global Surveyor muestran que el terreno regional se inclina suavemente hacia el noroeste, con la elevación más alta a unos 3,5 km (3500 m) sobre el datum ("nivel del mar" de Marte) en el flanco occidental del volcán Alba Mons en la parte sureste del cuadrilátero. Los puntos más bajos en el cuadrilátero están a unos 4,5 km por debajo del datum (-4.500 m) en Vastitas Borealis en la esquina noroeste. Por tanto, el relieve regional es de unos 8 km, pero a escala local, las pendientes son muy poco profundas; la porción de Amazonis Planitia en la parte central sur del cuadrilátero contiene algunos de los terrenos más planos de todo el planeta.

## Geografía
A diferencia de otros lugares visitados en Marte con módulos de aterrizaje (Viking y Pathfinder), casi todas las rocas cercanas a la sonda Phoenix son pequeñas. Hasta donde alcanza la vista de la cámara, la tierra es plana, pero tiene la forma de polígonos de entre 2 y 3 metros de diámetro y está delimitada por depresiones de 20 a 50 cm de profundidad. Estas formas se deben a que el hielo en el suelo se expande y contrae debido a cambios importantes de temperatura. El microscopio mostró que el suelo en la parte superior de los polígonos está compuesto de partículas planas (probablemente un tipo de arcilla) y partículas redondeadas. Además, a diferencia de otros lugares visitados en Marte, el sitio no tiene ondulaciones ni dunas. El hielo está presente a unas pocas pulgadas debajo de la superficie en el medio de los polígonos y, a lo largo de sus bordes, el hielo tiene al menos 8 pulgadas de profundidad. Las imágenes de la superficie debajo del módulo de aterrizaje parecen mostrar que los cohetes que aterrizaron pueden haber expuesto una capa de hielo. Cuando el hielo se expone a la atmósfera marciana, se sublima lentamente. Se observaron algunos remolinos de arena.

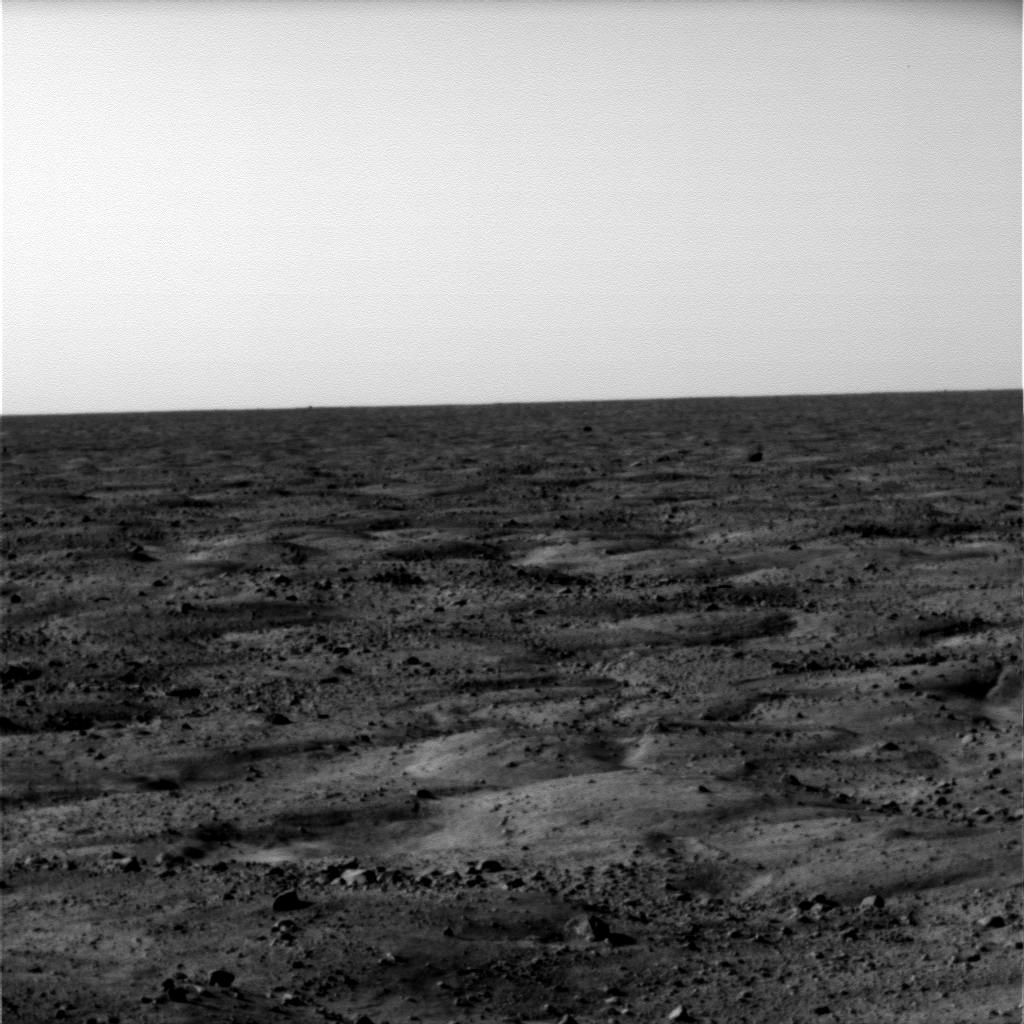
Comparación entre polígonos fotografiados por la sonda Phoenix en Marte
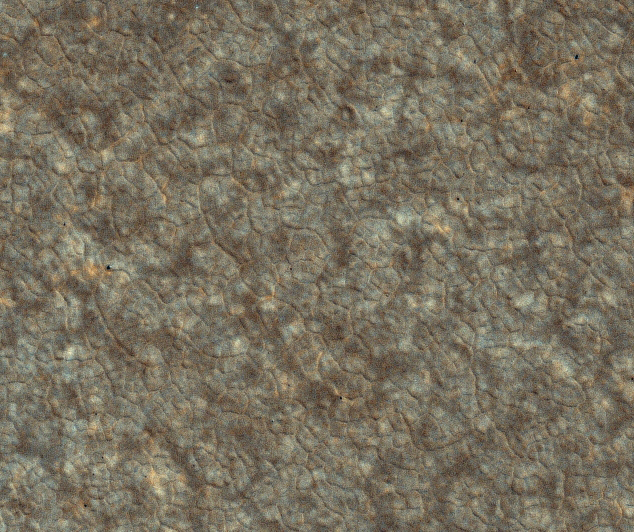
misma zona fotografiada (en falso color) desde la órbita de Marte
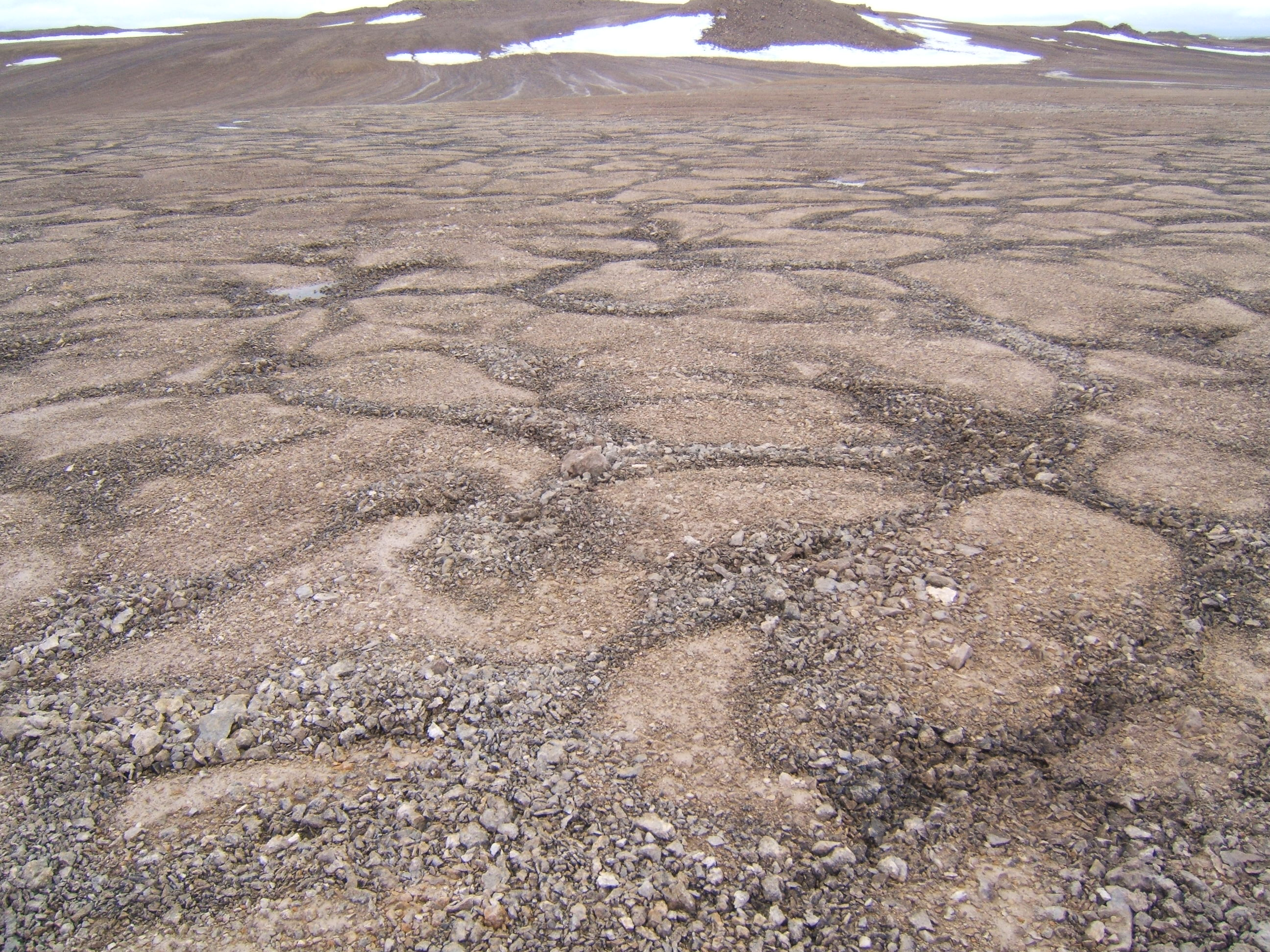
Suelo estampado en la isla de Devon en el Ártico canadiense, en la Tierra.

### Flanco occidental de Alba Mons
El flanco occidental del volcán Alba Mons constituye el borde este y sureste del cuadrángulo. En términos de área, Alba Mons (anteriormente, Alba Patera) es la característica volcánica más grande de Marte. El flanco tiene una pendiente muy baja (1° o menos) y se caracteriza por flujos de lava y una serie de crestas y canales que irradian hacia afuera. Algunos de los canales tienen un patrón de drenaje que se asemeja al formado por el agua de lluvia en las laderas de los volcanes terrestres. Sin embargo, muchos otros canales en los flancos de Alba Mons estaban claramente formados por el flujo de lava. El flanco occidental del volcán también contiene algunos grabens de tendencia NW-SE (Cyane Fossae). Una imagen del Experimento Científico de Imágenes de Alta Resolución (HiRISE) en el Mars Reconnaissance Orbiter (MRO) muestra bellamente una línea de cráteres sin bordes en Cyane Fossae. Los pozos pueden haberse formado por el colapso de los materiales de la superficie en fracturas abiertas creadas cuando el magma invadió la roca del subsuelo para formar diques.

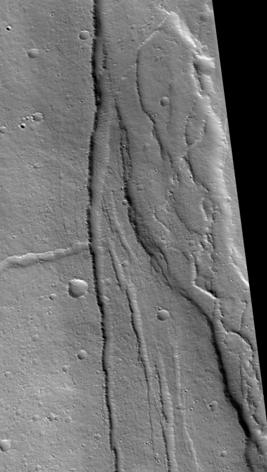
Cyane Fossae, foto por HiRISE
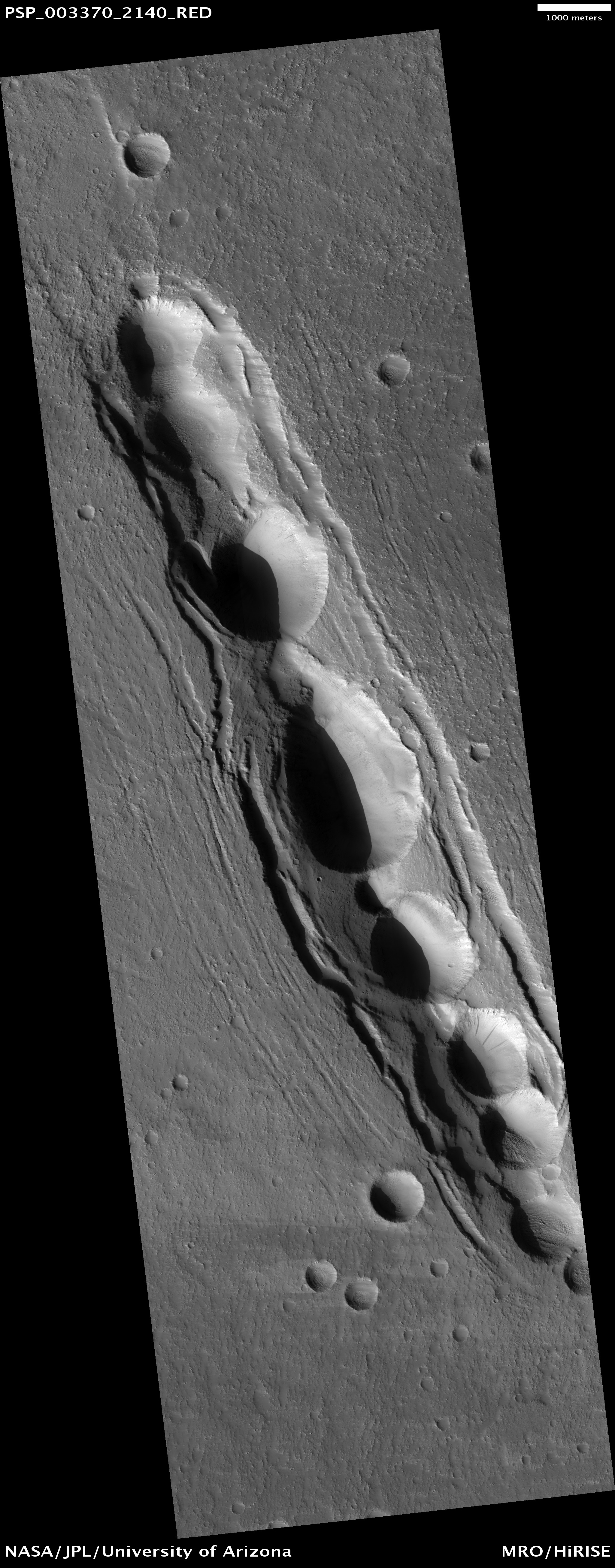
Cráteres tipo pozo en Cyane Fossae

### Acheron Fossae
Cerca del extremo sureste del cuadrilátero (coordenadas 37° N, 225° E) se encuentra un bloque semicircular inclinado hacia el sur de una antigua corteza montañosa con muchos cráteres, que está diseccionado por numerosas depresiones arqueadas (Acheron Fossae). Las depresiones son denominadas grabens, estructuras que se forman cuando la corteza se mueve hacia abajo entre dos fallas. Estas fosas tectónicas se forman en áreas donde la corteza ha sufrido una tensión extensional. La región de Acheron Fossae está parcialmente cubierta por depósitos volcánicos provenientes de Alba Mons en el este, flujos de lava basáltica geológicamente jóvenes o sedimentos en el oeste y sureste, y el terreno desordenado y surcado de Lycus Sulci en el sur.

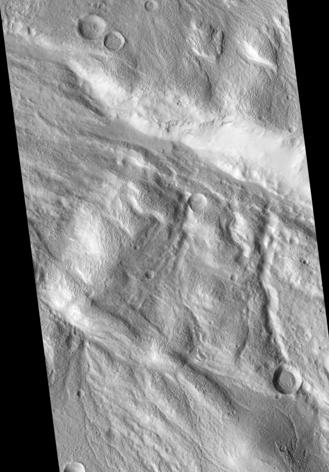
Cráter disecado en Acheron Fossae, foto por HiRISE. Parte del piso erosionado se muestra en la imagen
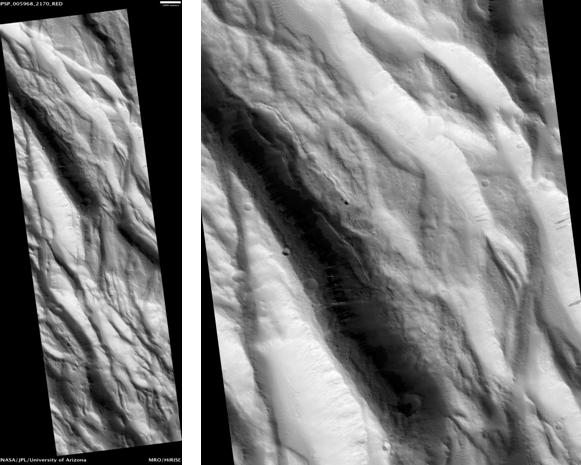
Acheron Fossae, la barra de escala tiene 1000 metros de largo. Haga clic en la imagen para ver las rayas oscuras sobre la pendiente.
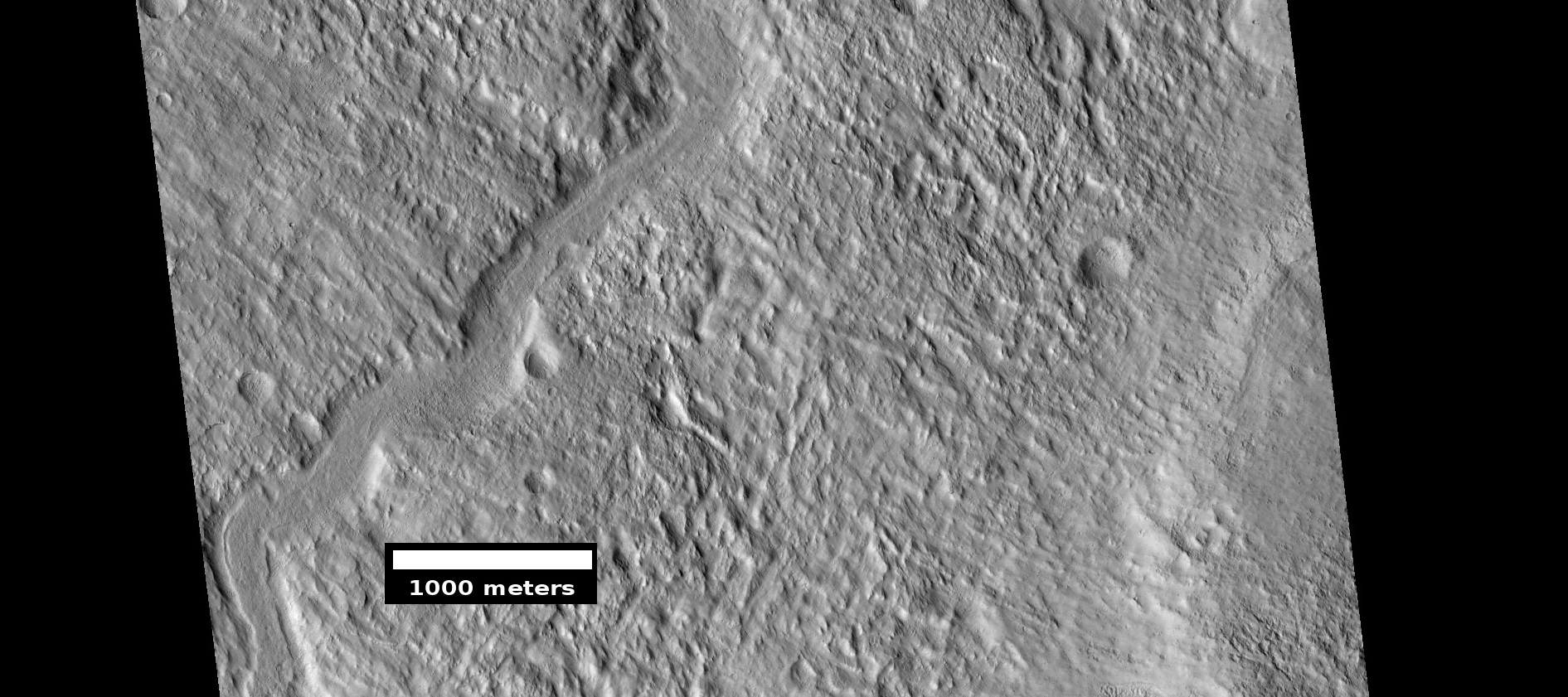
Canal en Acheron Fossae

### Suelo estampado poligonal
El suelo poligonal y con patrones es bastante común en algunas regiones de Marte. Se cree comúnmente que es causado por la sublimación del hielo del suelo. La sublimación es el cambio directo de hielo sólido a gas. Esto es similar a lo que sucede con el hielo seco en la Tierra. Los lugares de Marte que muestran un suelo poligonal pueden indicar dónde los futuros colonos pueden encontrar agua helada. El suelo modelado se forma en una capa de manto, llamada manto dependiente de la latitud, que cayó del cielo cuando el clima era diferente.

### Lycus Sulci
Lycus Sulci (coordenadas 24,6° N, 219° E) es el nombre de la porción noroeste de una característica del terreno más grande que rodea parcialmente a Olympus Mons y se extiende hasta 750 kilómetros (466 mi) desde la base del volcán en forma de escudo gigante. Esta característica, llamada aureola de Olympus Mons, consta de varios lóbulos grandes y tiene una textura de superficie ondulada o estriada distintiva. Al este de Olympus Mons, la aureola está parcialmente cubierta por flujos de lava, pero donde está expuesta recibe diferentes nombres (Gigas Sulci, por ejemplo). El origen de la aureola sigue siendo objeto de debate, pero probablemente se formó por grandes deslizamientos de tierra o láminas de empuje impulsadas por la gravedad que se desprendieron de los bordes del escudo de Olympus Mons.

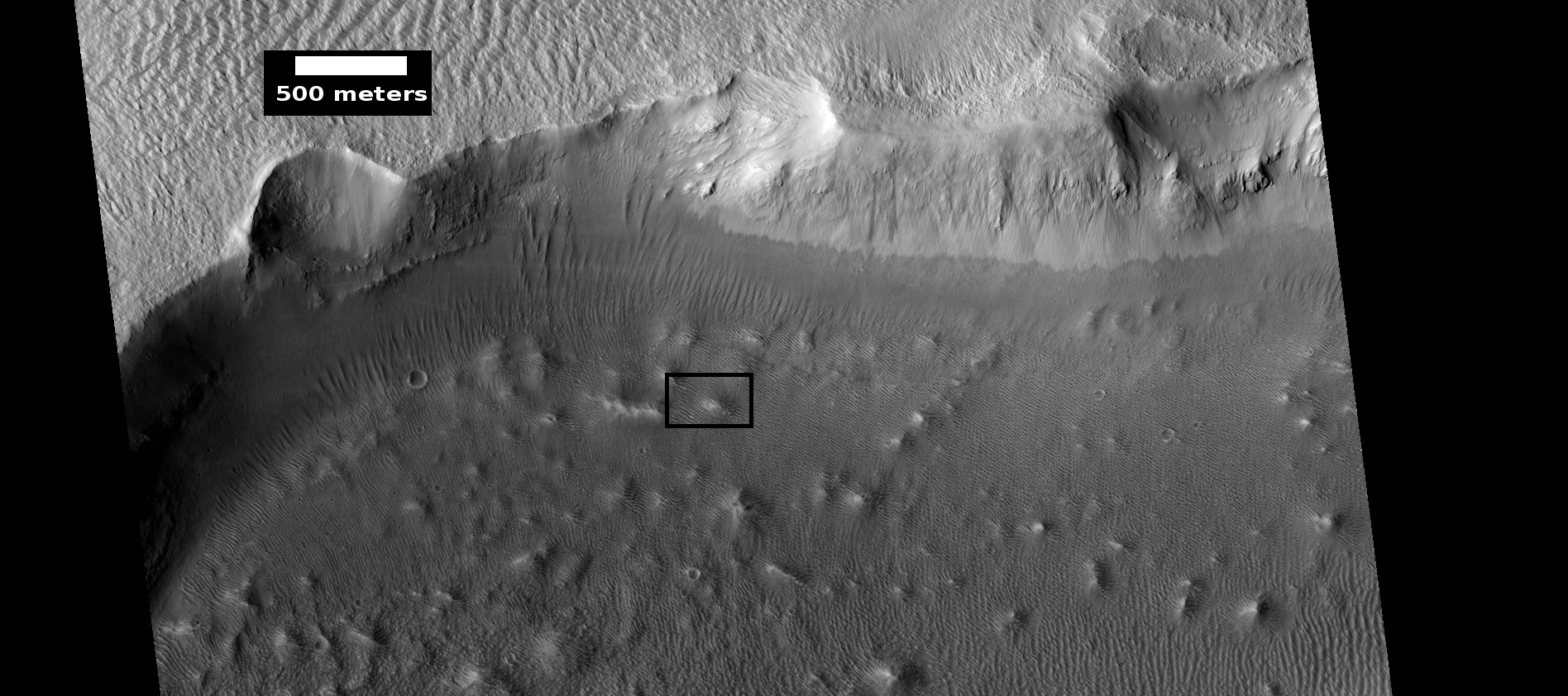
Pared y piso del cráter en Lycus Sulci, tomada por HiRISE bajo el programa HiWish. El suelo del cráter contiene muchos montículos y crestas. La parte del cuadro se amplía en la siguiente foto.
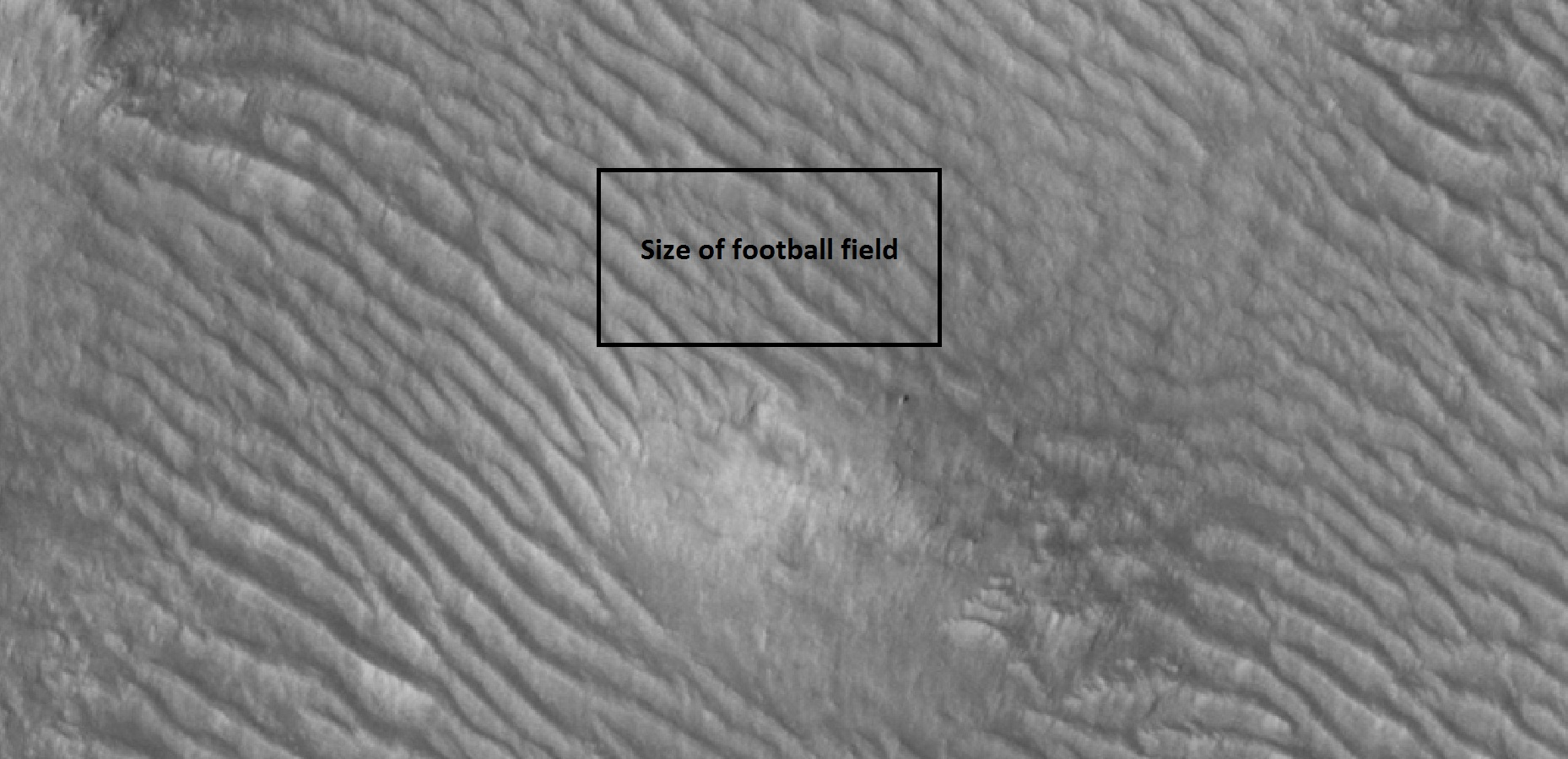
Primer plano de un montículo y crestas
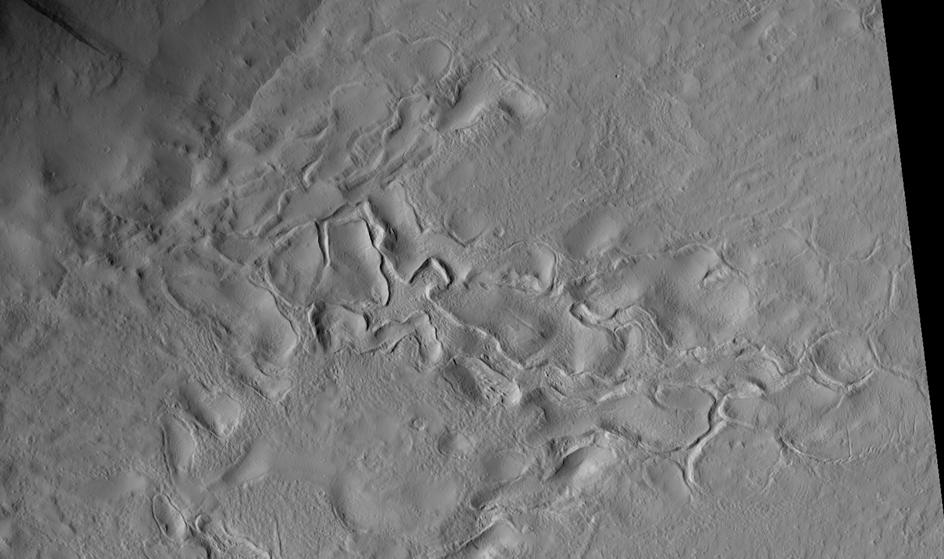
Características superficiales de Lycus Sulci,
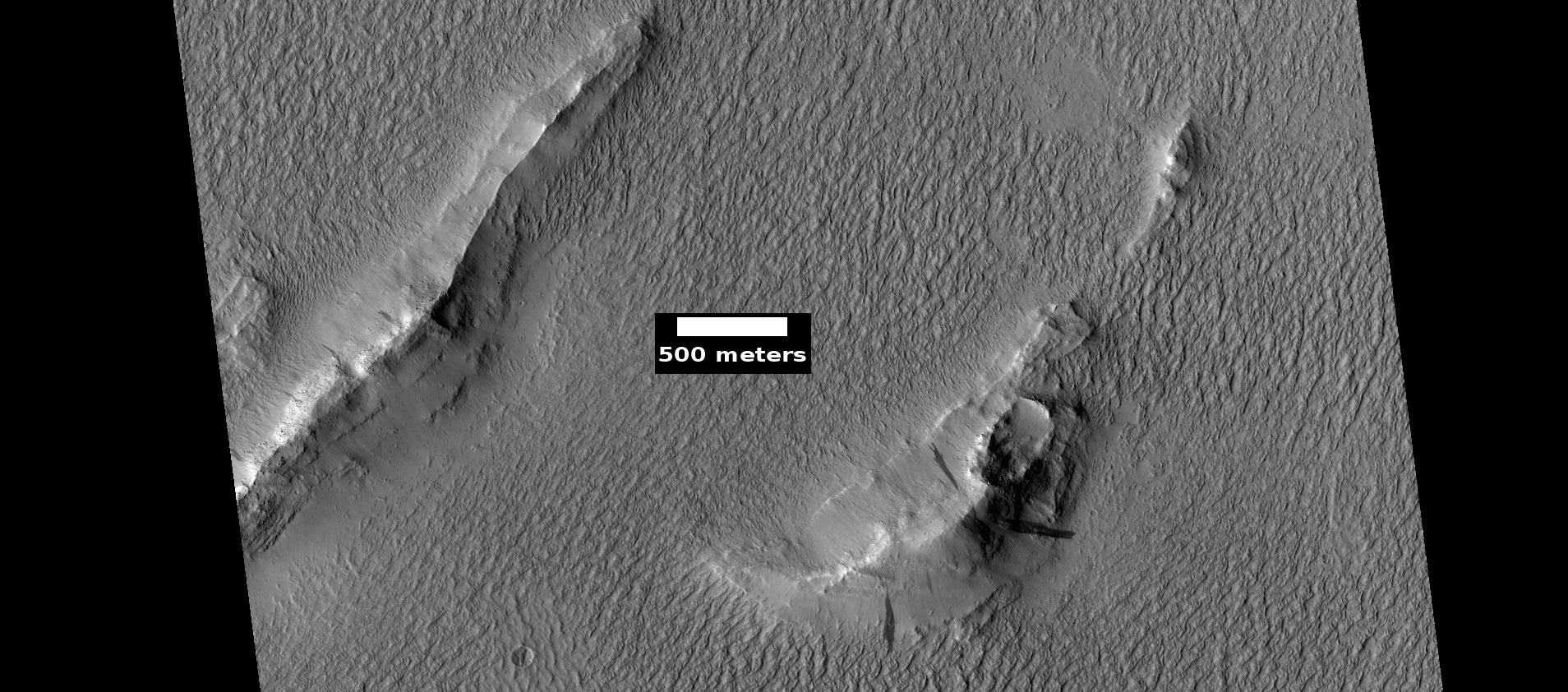
Capas y marcas oscuras de talud en Lycus Sulci
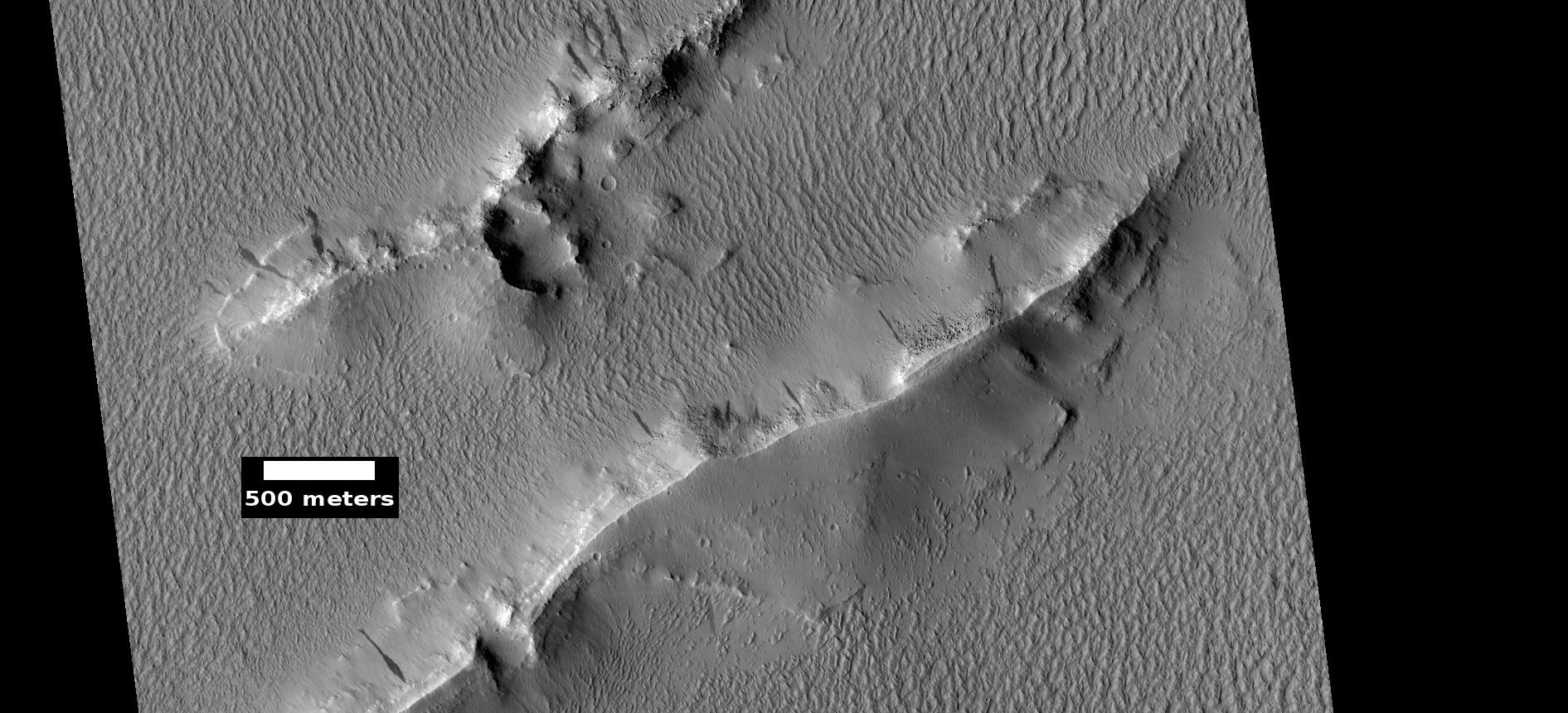
Capas y marcas oscuras de talud en Lycus Sulci

### Erebus Montes
Hacia el oeste de Lycus Sulci, a través de las llanuras planas de Amazonis Planitia, se encuentra una región alargada de terreno irregular llamada Erebus Montes. La región contiene cientos de montículos agrupados o aislados que se elevan de 500 a 1000 m por encima de las llanuras circundantes. La presencia de numerosos cráteres "fantasma" parcialmente llenos en la zona indica que las colinas representan los restos de la antigua corteza montañosa que fue inundada por flujos de lava y (posiblemente) sedimentos aluviales de Tharsis en el sureste y la provincia volcánica de Elysium hasta el oeste.

### Arcadia Planitia
Al norte y al este de los Erebus Montes hay llanuras bajas con signos de actividad glaciar que caracterizan gran parte del Cuadrángulo de Diacria y del hemisferio norte marciano en general. Las imágenes de las naves espaciales Mariner 9 y Viking de resolución media de la década de 1970 muestran que grandes porciones de Arcadia Planitia tienen una apariencia general moteada, con manchas claras y oscuras. A mayor resolución, los accidentes geográficos suelen consistir en frentes de flujo lobulados; pequeños segmentos de canal; crestas de arrugas; cráteres de pedestal; y colinas bajas y aisladas parecidas a volcanes con cráteres en la cima. Las imágenes de MOLA revelan numerosos cráteres grandes y poco enterrados, lo que sugiere que una superficie antigua llena de cráteres se encuentra debajo de una capa de material más reciente.
A la resolución de la Cámara Orbital de Marte (MOC) en la nave espacial Mars Global Surveyor (alrededor de varios metros por píxel), gran parte de las llanuras del norte tiene una textura claramente punteada y picada que hace que el suelo se parezca a la superficie de una pelota de baloncesto o la corteza de una naranja. Esta textura probablemente sea causada por un manto de hielo y polvo que cubre el paisaje. Los pequeños huecos y hoyos se formaron cuando el hielo sublimó.
La historia geológica y el origen de las llanuras del norte son complejos y aún no se conocen bien. Muchos de los accidentes geográficos se asemejan a las características periglaciares que se ven en la Tierra, como morrenas, polígonos con cuñas de hielo y pingos. Arcadia Planitia y Vastitas Borealis probablemente consisten en una mezcolanza de antiguos flujos de lava, características relacionadas con el hielo y sedimentos reelaborados de diverso origen. Algunos teorizan que las llanuras del norte alguna vez estuvieron cubiertas por océanos o grandes lagos.

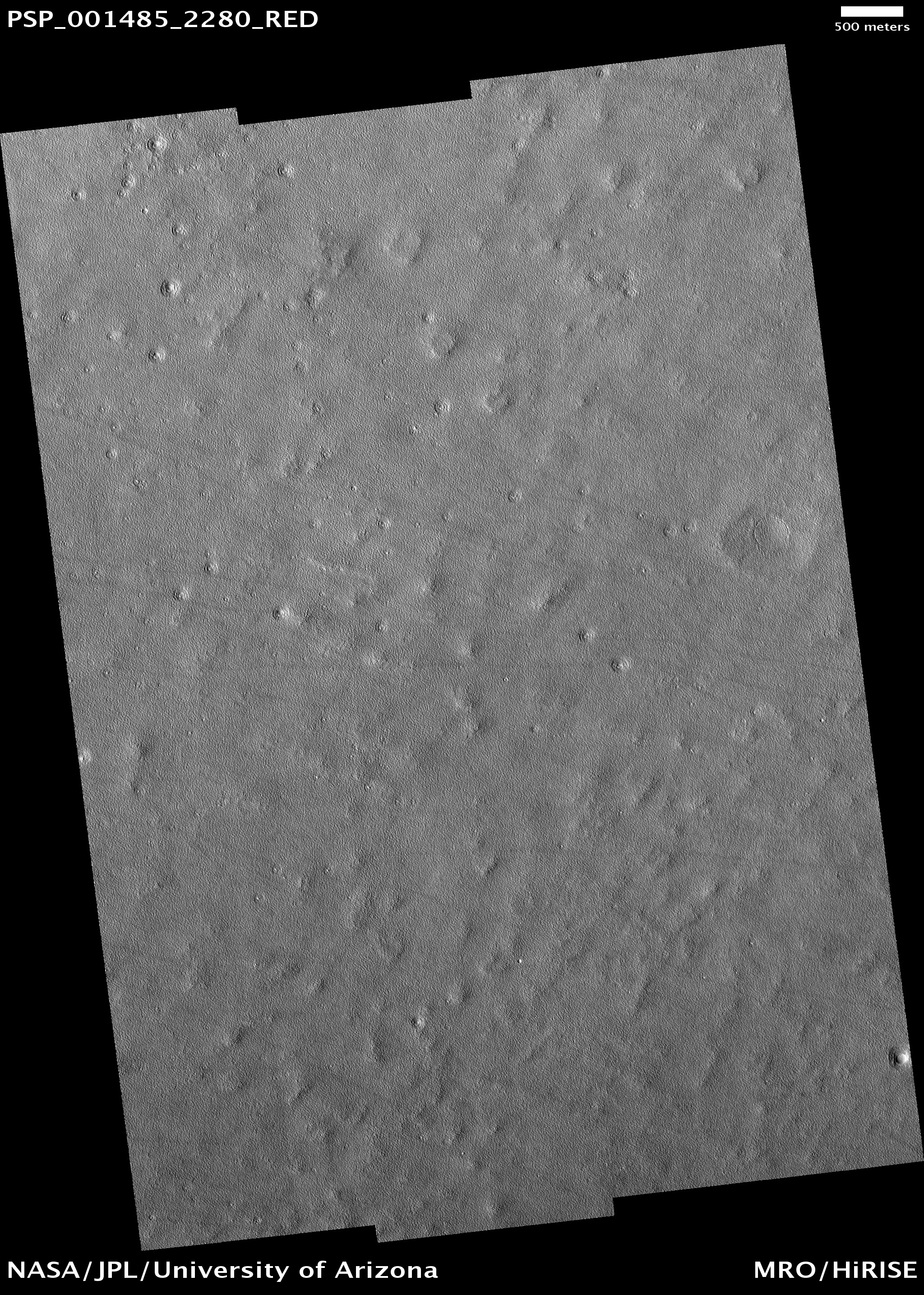
Textura superficial del norte de Arcadia Planitia en alta resolución

## Cráteres expandidos

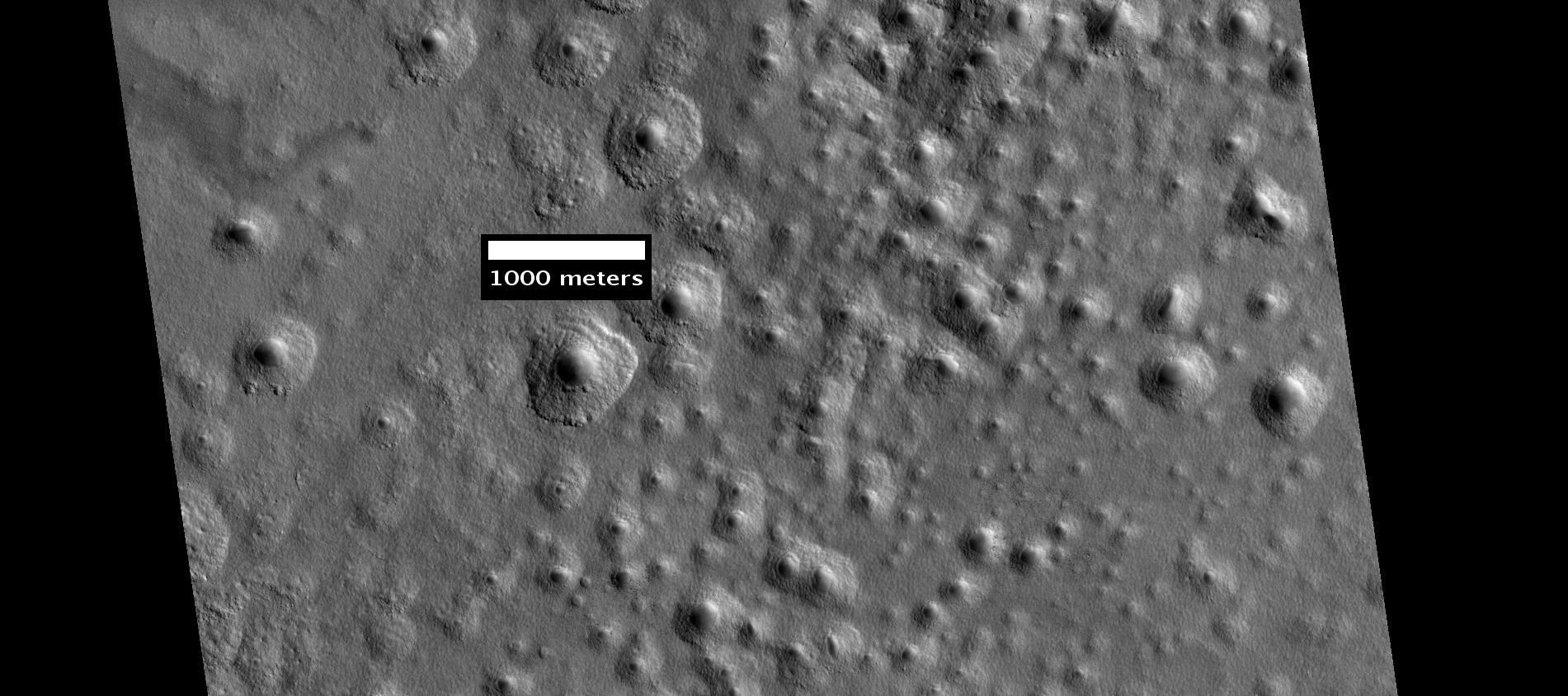
Vista cercana de los cráteres expandidos. Después del impacto, el hielo abandonó el suelo y agrandó el diámetro del cráter.

Los grandes impactos a menudo crean enjambres de pequeños cráteres secundarios a partir de los escombros que son expulsados como consecuencia del impacto. Los estudios de un tipo de cráteres secundarios, llamados cráteres expandidos, nos han dado una idea de los lugares donde puede haber abundante hielo en el suelo. Los cráteres expandidos han perdido sus bordes, esto puede deberse a que cualquier borde que alguna vez estuvo presente se ha derrumbado en el cráter durante la expansión o, perdió su hielo, si estaba compuesto de hielo. El exceso de hielo (hielo además del que hay en los poros del suelo) está muy extendido en las latitudes medias marcianas, especialmente en Arcadia Planitia. En esta región, hay muchos cráteres secundarios expandidos que probablemente se forman a partir de impactos que desestabilizan una capa subsuperficial de exceso de hielo, que posteriormente se sublima. Con la sublimación, el hielo cambia directamente de una forma sólida a una gaseosa. En el impacto, el exceso de hielo se rompe, lo que aumenta la superficie. El hielo se sublimará mucho más si hay más superficie. Después de que el hielo desaparece en la atmósfera, el material del suelo seco colapsará y hará que el diámetro del cráter se agrande. Los lugares de Marte que muestran cráteres expandidos pueden indicar dónde los futuros colonos pueden encontrar agua helada.

## Mantos dependientes de la latitud
Gran parte de la superficie de Marte está cubierta por un manto grueso y liso que se cree que es una mezcla de hielo y polvo. Este manto rico en hielo, de unos pocos metros de espesor, alisa la tierra. Debido a que hay pocos cráteres en este manto, el manto es relativamente joven en edad cronológica.
Los cambios en la órbita y la inclinación de Marte provocan cambios significativos en la distribución del hielo de agua desde las regiones polares hasta latitudes equivalentes a Texas. Durante ciertos períodos climáticos, el vapor de agua sale del hielo polar y entra a la atmósfera. El agua regresa al suelo en latitudes más bajas como depósitos de escarcha o nieve mezclados con polvo. La atmósfera de Marte contiene una gran cantidad de partículas finas de polvo. El vapor de agua se condensa sobre las partículas y luego caen al suelo debido al peso adicional del revestimiento de agua. Cuando el hielo en la parte superior de la capa de manto vuelve a la atmósfera, deja polvo, que aísla el hielo restante.

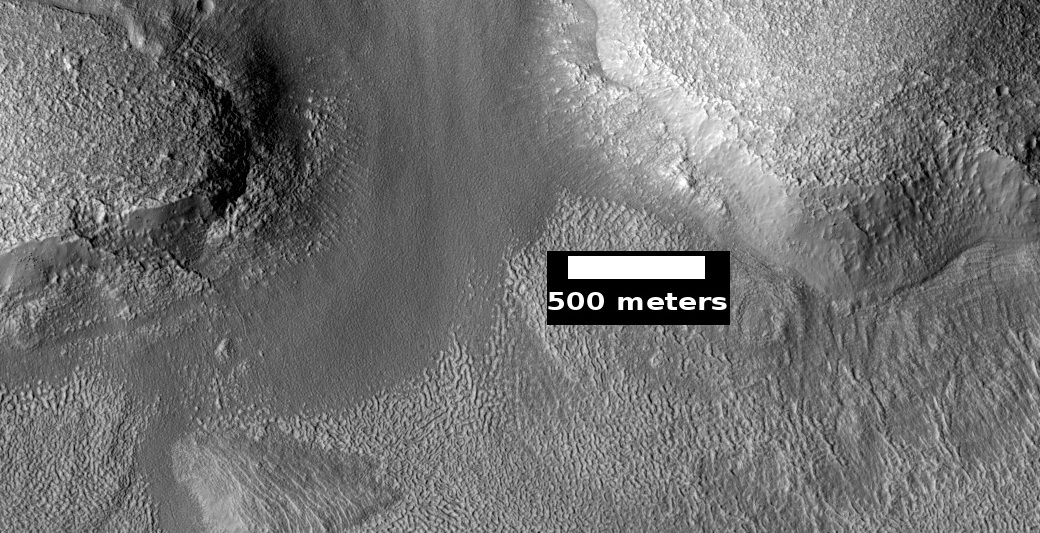
Vista ampliada del manto
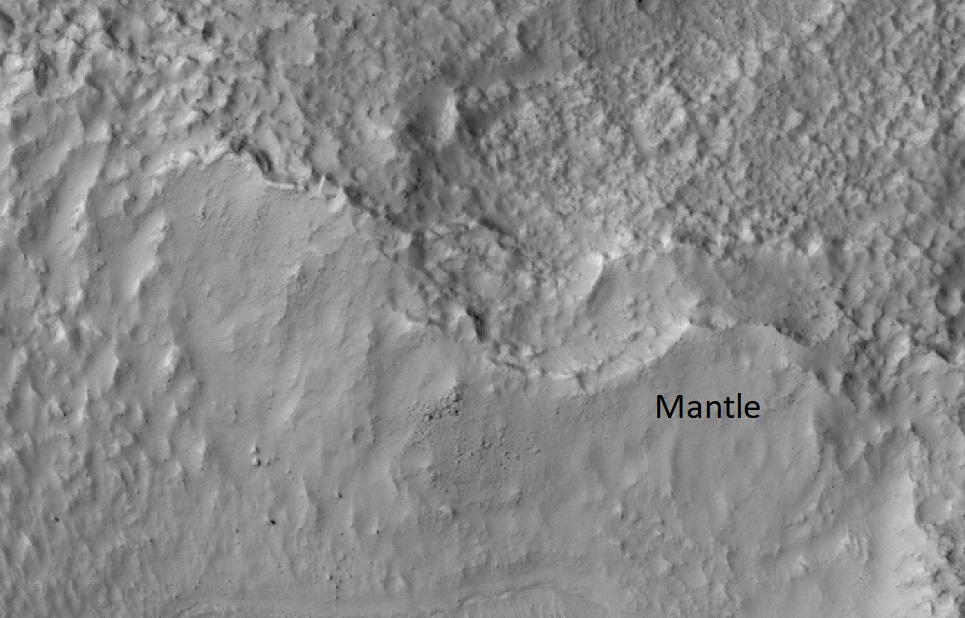
Detalle del manto (identificado como mantle)
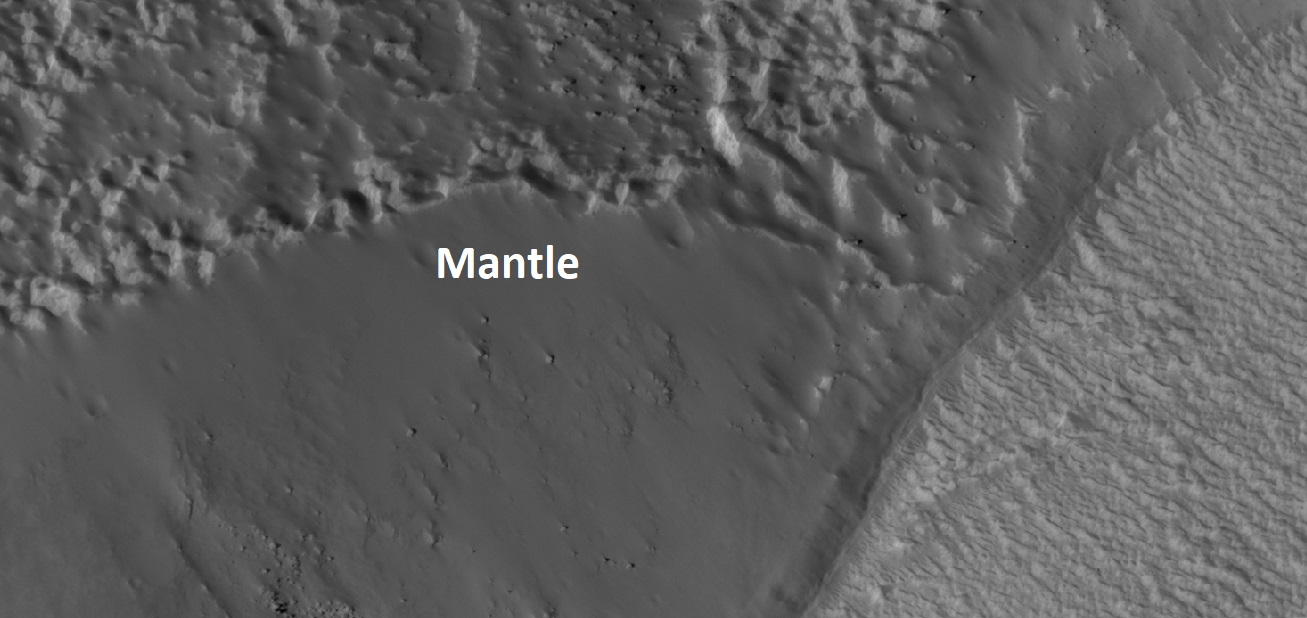
Detalle del manto (identificado como mantle)

## Hielo
Un estudio publicado en la revista Science en septiembre de 2009 muestra que algunos cráteres recién formados han excavado hielo de agua limpia justo debajo de la superficie en cinco lugares estudiados en el suelo de Marte. Al poco tiempo, el hielo desaparece y se sublima a la atmósfera. El hielo tiene solo unos pocos metros de profundidad. El hielo se confirmó con el espectrómetro de imágenes compactas (CRISM) a bordo del Mars Reconnaissance Orbiter (MRO). El hielo se encontró en un total de 5 ubicaciones. Una de las ubicaciones (Sitio 5) está en el cuadrángulo de Diacria en coordenadas aproximadas de 46° N, 182° E (Arcadia Planitia). Este descubrimiento es significativo porque muestra la presencia de hielo subterráneo en latitudes más al sur de lo esperado y demuestra que los futuros colonos en Marte podrán obtener agua de una amplia variedad de lugares. El hielo se puede desenterrar, derretir y luego desligar para proporcionar oxígeno e hidrógeno frescos para el combustible de los cohetes. El hidrógeno es el poderoso combustible utilizado por los motores principales del transbordador espacial.

## Marcas oscuras de talud
Muchos lugares de Marte muestran rayas oscuras en pendientes pronunciadas, como las paredes de los cráteres. Parece que las vetas más jóvenes son oscuras y se aclaran con el paso del tiempo. A menudo comienzan como un pequeño punto estrecho y luego se ensanchan y se extienden cuesta abajo por cientos de metros. Se han adelantado varias ideas para explicar las marcas. Algunos involucran agua salda, o incluso el crecimiento de organismos. Las rayas aparecen en áreas cubiertas de polvo. Gran parte de la superficie marciana está cubierta de polvo porque a intervalos más o menos regulares el polvo sale de la atmósfera cubriendo todo. Hay evidencia de este polvo porque los paneles solares de los rovers de Marte se cubren de polvo. El viento ha salvado la potencia de los Rovers muchas veces, en forma de remolinos de polvo que han despejado los paneles y han aumentado la potencia de la sonda. Es polvo que cae de la atmósfera con frecuencia.
En general, se acepta que las rayas representan avalanchas de polvo. Aparecen rayas en áreas cubiertas de polvo. Cuando se quita una fina capa de polvo, la superficie subyacente aparece oscura. Gran parte de la superficie marciana está cubierta de polvo. Las tormentas de polvo son frecuentes, especialmente cuando comienza la temporada de primavera en el hemisferio sur. En ese momento, Marte está un 40% más cerca del sol. La órbita de Marte es mucho más elíptica que la de la Tierra. Esa es la diferencia entre el punto más alejado del sol y el punto más cercano al sol es muy grande para Marte, pero solo leve para la Tierra. Además, cada pocos años, todo el planeta se ve envuelto en una tormenta de polvo global. Cuando la nave Mariner 9 de la NASA llegó a Marte, no se pudo ver nada a través de la tormenta de polvo. También se han observado otras tormentas de polvo globales desde entonces.
La investigación, publicada en enero de 2012 en Icarus, encontró que las rayas oscuras fueron iniciadas por chorros de aire de meteoritos que viajaban a velocidades supersónicas. Después de contar unas 65.000 rayas oscuras alrededor del lugar del impacto de un grupo de 5 nuevos cráteres, surgieron patrones. El número de rayas fue mayor cerca del sitio del impacto. Entonces, el impacto de alguna manera probablemente causó las rayas. Además, la distribución de las rayas formaba un patrón con dos alas que se extendían desde el lugar del impacto. Las alas curvas parecían cimitarras, cuchillos curvos. Este patrón sugiere que una interacción de las ráfagas de aire del grupo de meteoritos sacudió el polvo lo suficientemente suelto como para iniciar avalanchas de polvo que formaron las muchas rayas oscuras. Al principio se pensó que el temblor del suelo causado por el impacto causó las avalanchas de polvo, pero si ese fuera el caso, las rayas oscuras se habrían dispuesto simétricamente alrededor de los impactos, en lugar de concentrarse en formas curvas.
Se pueden ver rayas oscuras en algunas de las imágenes a continuación.

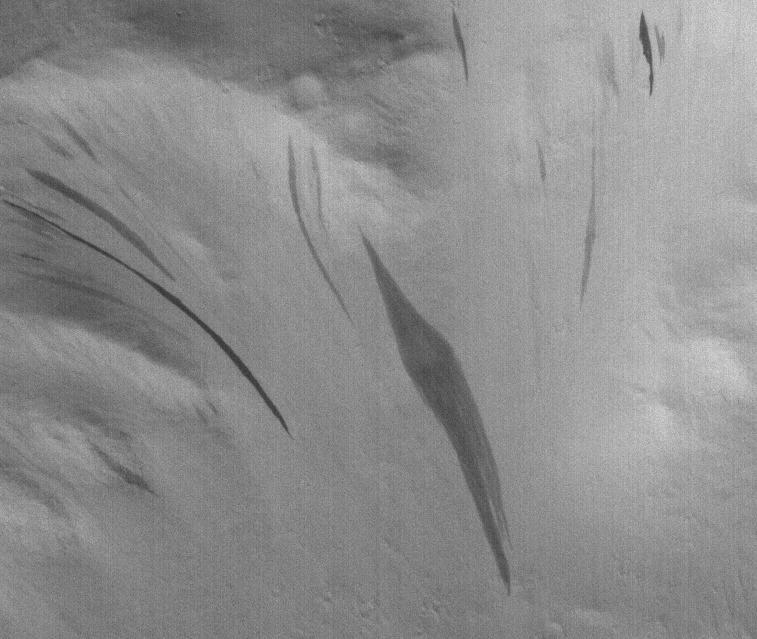
Rayas oscuras en Diacria, como las vio Mars Global Surveyor, en el marco del Programa de focalización pública del MOC. Cuando envejecen, las rayas se vuelven más claras.
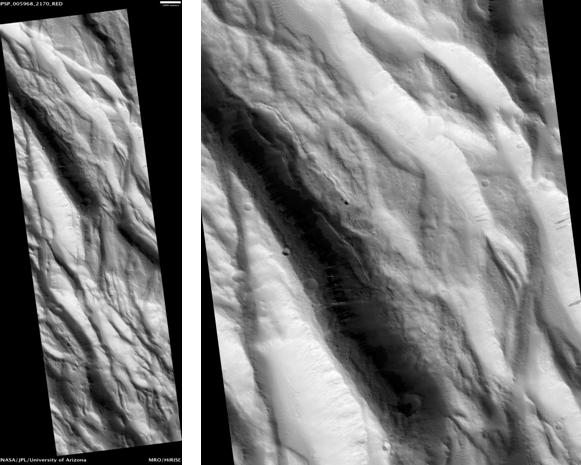
Acheron Fossae, foto por HiRISE. La barra de escala tiene 1000 metros de largo. Haga clic en la imagen para ver las marcas oscuras de talud
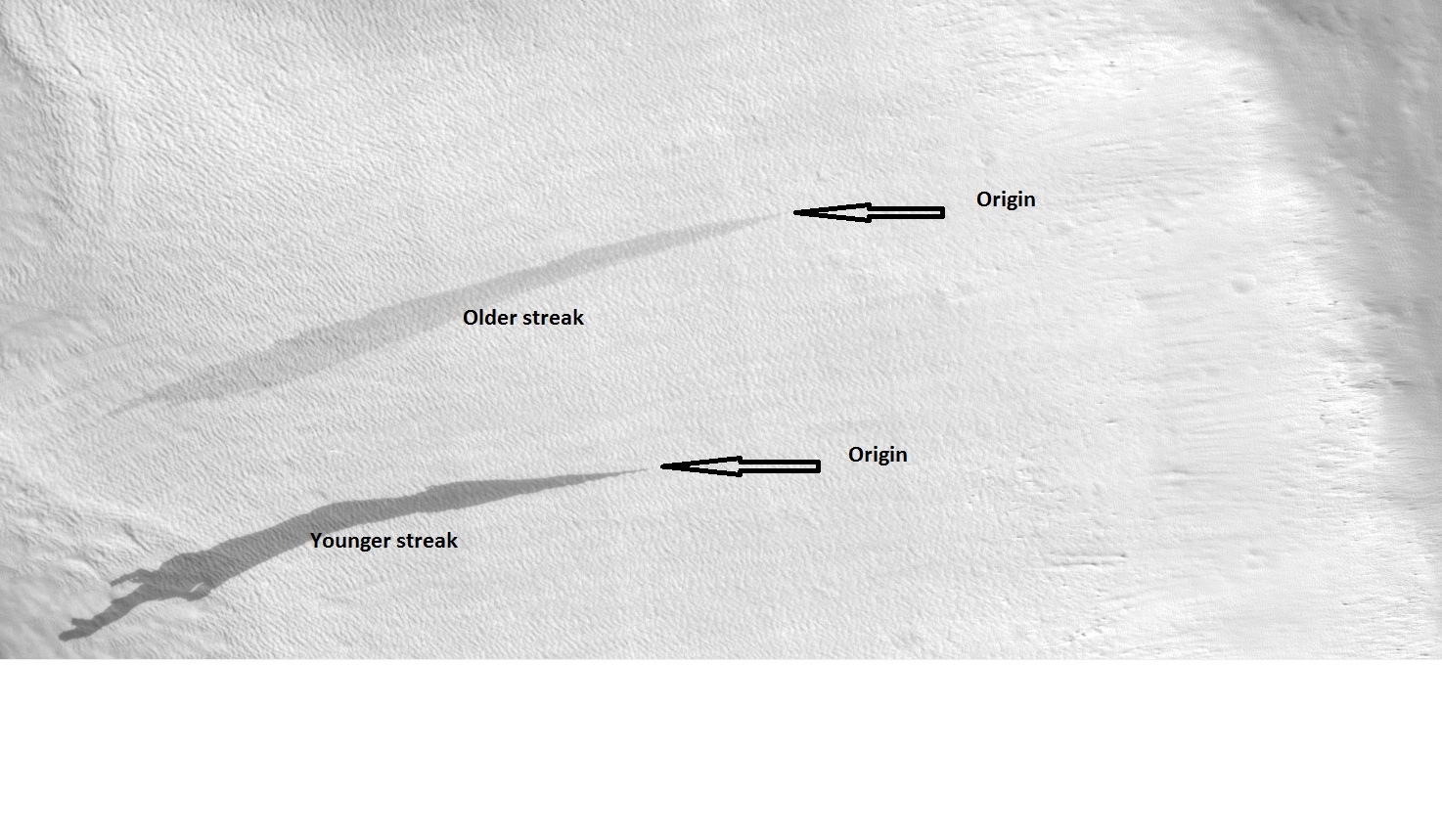
ayas oscuras jóvenes y antiguas